# Solidaris (landsbond)
Solidaris, nationaal verbond van socialistische mutualiteiten (NVSM) of de Union Nationale des Mutualités Socialistes (UNMS) is de landsbond van de socialistische ziekenfondsen in België. Anno 2025 groepeert Solidaris zeven ziekenfondsen. Samen tellen zij 3,2 miljoen leden, waarmee het de grootste landsbond is na de Landsbond der Christelijke Mutualiteiten. Het Nationaal Verbond is gevestigd aan de Sint-Jansstraat in Brussel.

## Geschiedenis
In de eerste helft van de 19e eeuw werden de eerste ziekenfondsen in België opgericht onder de naam Maatschappijen van Onderlinge Bijstand (Frans: Sociétés de Secours Mutuels). Deze mutualiteiten waren lokaal, kleinschalig en veelal georganiseerd binnen één beroepsgroep. De eerste wet omtrent deze maatschappijen van onderlinge bijstand dateert uit 1851; de doorbraak kwam er echter pas met de wet van 1894. Deze maakte het immers mogelijk voor de ziekenfondsen om zich te verenigen in federaties. De eerste socialistische mutualiteit was La Solidarité te Fayt-lez-Manage in 1869. Later gingen ziekenfondsen zich federeren per stad, regio of sector. De eerste federaties waren Bond Moyson (Gent, 1887), Centre (La Hestre, 1891), Charlerloi (1895) en Mons (1909). Tussen 1910 en 1914 werden in de rest van het land federaties gevormd. Op 4 februari 1913 verenigden de socialistische mutualiteiten zich tot een verbond, wat op 6 juli 1913 werd erkend door een koninklijk besluit. Het Nationaal Verbond der Socialistische Mutualiteitsfederaties werd in 1937 het Nationaal Verbond van Federaties van Syndicale en Socialistische Mutualiteiten en vervolgens het Nationaal Verbond van Socialistische Mutualiteiten (NVSM). Bij de oprichting waren er 501 secties aangesloten bij de landsbond.
Na de Tweede Wereldoorlog, in 1945, werd de aansluiting bij een ziekenfonds verplicht gesteld voor alle werknemers in de privésector. In 1963 verplichtte de wetgever ook de aansluiting van zelfstandig ondernemers en nog later van de hele bevolking. Hierdoor groeide het NVSM al snel uit tot het op een na grootste ziekenfonds in het rijk en de natuurlijke vertegenwoordiger van zijn leden op het vlak van het ziekteverzekerings- en gezondheidsbeleid.
De ziekenfondswet van 6 augustus 1990 maakte het mogelijk de ziekenfondsen op het vlak van gezondheid te herdefiniëren, daarnaast schreef de wet ook de installatie van een democratischer beheerssysteem voor, stelde moderne procedures ter financiële controle in, en maakte het mogelijk dat de ziekenfondsen hun aangesloten leden verdedigden in rechtszaken.
De klemtoon, na twee eeuwen sociale zekerheid, is heden ten dage komen te liggen op het aanbieden van een kwalitatief hoogstaande gezondheidszorg en deze te handhaven voor alle burgers.
In 2007 werd het socialistische ziekenfonds Verkeer en vervoer (ziekenfondsnummer 307) bij de Federatie van Socialistische Mutualiteiten van Brabant gevoegd.
In 2009 werd aan de Socialistische Mutualiteiten en de CM de Wablieft-prijs voor klare taal toegekend omdat ze bij briefwisseling naar hun leden begrijpelijke taal gebruiken zonder vakjargon.

## Ziekenfondsen
Anno 2025 vallen er zeven ziekenfondsen onder het NVSM:
| Ziekenfonds | Ziekenfonds                        | Werkingsgebied                                | Leden     | Ontstaan uit |
| ----------- | ---------------------------------- | --------------------------------------------- | --------- | --- |
| 304         | Solidaris Antwerpen                | Antwerpen                                     | 502.518   | - 2004: De VoorZorg Antwerpen (304) - Socialistische Mutualiteit Antwerpen (301) - Arbeid en Gezondheid (304) |
| 306         | Solidaris Brabant                  | Brussels Hoofdstedelijk Gewest Vlaams-Brabant | 634.743   | - 2008: Federatie van Socialistische Mutualiteiten van Brabant (306) - Federatie van Socialistische Mutualiteiten van Brabant (306) - Ziekenfonds van Vervoer en Verkeer (307) |
| 309         | Solidaris West-Vlaanderen          | West-Vlaanderen                               | 207.433   | - 2003: Bond Moyson West-Vlaanderen (309) - Socialistische Mutualiteit van Zuid- en Midden West-Vlaanderen Bond Moyson (309) - Ziekenfonds Bond Moyson - Brugge Oostende (328) |
| 311         | Solidaris Oost-Vlaanderen          | Oost-Vlaanderen                               | 272.779   | - 2003: Bond Moyson Oost-Vlaanderen (311) - Ziekenfonds Bond Moyson (Gent-Eeklo) - Socialistische Mutualiteit (311) - 1991: Socialistische Mutualiteit Bond Moyson (310) - Bond Moyson Aalst-Oudenaarde - Bond Moyson Sint-Niklaas-Dendermonde |
| 319         | Solidaris Wallonie                 | Henegouwen Luik Namen Waals-Brabant           | 1.238.428 | - 2022: Solidaris Wallonie (319) - Solidaris Mutualité Brabant Wallon (305) - 2012: Solidaris Mons-Wallonie Picarde (315) - Mutualité socialiste du Hainaut occidental (314) - Fédération des Mutualités socialistes du Borinage (315) - 2012: Solidaris Mutualité Socialiste du Centre, Charleroi et Soignies (317) - Fédération des Mutualités socialistes du Centre et de Soignies (316) - Fédération des Mutualités socialistes du Bassin de Charleroi (317) - 2009: La Mutualité Solidaris - Mutualité Socialiste et Syndicale de la Province de Liège (319) - Fédération des Mutualités Socialistes et Syndicales de la Province de Liège (319) - Fédération de l'Union Mutualiste Verviétoise (321) - 2009: Solidaris Mutualité-Province de Namur (325) - Fédération mutualiste socialiste des arrondissements de Dinant-Philippeville et des communes limitrophes (324) - Fédération mutualiste socialiste de l'arrondissement de Namur (325) |
| 322         | Solidaris Limburg                  | Limburg                                       | 314.666   | |
| 323         | Mutualité Socialiste du Luxembourg | Luxemburg                                     | 82.100    | |

## Bestuur

### Algemeen secretarissen
- 1913–1936: Arthur Jauniaux
- 1936–1948: Gilbert Coorman

Meerkoppig algemeen secretariaat
- 1948–1966: Alexandre Lombard
- ?–1960–1963–?: August Verhaert
- ?–1965–?: Marcel Boussy
- 1966–1987–?: Jos Van Roy
- 1966–1971–?: Pierre Falize
- 1966–1973–?: Henri De Kerckheer
- 1973–?: Jules Hayette
- ?–1987: Edouard Daenen

| - 1988–2008: Bernard De Backer (Franstalig) - 2009–heden: Jean-Pascal Labille (Franstalig) | - 1988–2012: Guy Peeters (Nederlandstalig) - 2012–heden: Paul Callewaert (Nederlandstalig) |

### Voorzitters
- 1913–1915: George Maes
- 1920–1926: Jean Pladet
- 1927–1936: Hippolyte Vandemeulebroecke
- 1937–1949: Arthur Jauniaux
- 1949–1959: Joseph Merlot
- 1959–1985: Edmond Leburton
- 1986–1990: Willy Claes

| - 1990–?: Ivan Massart - ?–?: François Pirot - 1997–2004: Philippe Mahoux (Franstalig) - 2004–2006: Bernard Thiry (Franstalig) - 2007–2019: Michel Jadot (Franstalig) - 2020–2024: Édouard Delruelle (Franstalig) - 2024–heden: Thierry Bodson (Franstalig) | - ?–?: Wilfried De Pauw - 1995–2011: Mark Elchardus (Nederlandstalig) - 2012–2016: Guy Peeters (Nederlandstalig) - 2016–2022: Micheline Scheys (Nederlandstalig) - 2022–heden: Christel Geerts (Nederlandstalig) |

## Verwante organisaties
- Coponcho: mantelzorgvereniging
- Dito: werking voor personen met een handicap
- JOETZ: jeugdwerking
- Rebelle: vrouwenwerking
- S-Sport // Recreas: multisportfederatie
- S-Plus: seniorenwerking